# Matarr Ceesay (Seyfo)
Matarr Ceesay MBE (auch Matarr Sise; * 1890, Njau, Upper Saloum; † September 1961) war in der westafrikanischen britischen Kolonie Gambia gambischer Seyfo (auch die Bezeichnung Chief ist geläufig) und Politiker.

## Leben
Der Distrikt Upper Saloum in der Central River Region wurde 1902 von den Kolonialbehörden gemäß der Protektoratsverordnung von 1893 als Distrikt Nr. 5 gegründet. Er umfasste eine Fläche von 88 Quadratmeilen. Der Distrikt unterstand dem Königreich Pakala und wurde von mächtigen Königen wie Gedel Mbodge, Biram Sisay und Sawallo Ceesay regiert. Sawallo wurde 1893 vom Travelling Commissioner John Henry Ozanne von den Briten zum Seyfo des neuen Distrikts ernannt. Sawallo wurde 1919 als Häuptling von seinem Sohn Omar abgelöst, der 1933 von Laein Dado abgelöst wurde. 1935 wurde Matarr Ceesay, der jüngste Sohn Sawallos, zum Häuptling ernannt. 
Er gehörte zu den wenigen gebildeten Seyfolu, die in den 1910er Jahren die Muhammedan School besucht hatten, bevor er als Dolmetscher für die Traveling Commissioners (heutige Bezeichnung Gouverneure (der gambischen Regionen)) in der North Bank Province (heute: North Bank Region) arbeitete. Dolmetscher spielten eine zentrale Rolle bei der Führung der Kolonialmaschinerie, da sie als Vermittler zwischen der Bevölkerung vor Ort und den Kolonialbeamten fungierten. Sie wurden manchmal gefürchtet, weil sie jemandem Kummer bereiten könnten, den sie nicht mochten, indem sie ihre Ansichten gegenüber den britischen Beamten falsch darlegten. Außerdem übten sie aufgrund ihrer vermeintlichen Nähe zu den Kolonialmächten Einfluss aus; Auch die europäischen Beamten vertrauten den Dolmetschern nicht immer und ließen sie gelegentlich wegen Verdachts auf Verrat entlassen oder einsperren.
Da er gebildet war, förderte Ceesay den Bau von Schulen in seinem Bezirk. 1947 wurden Schulen in Njau und Kau-ur eröffnet. Er überredete die Alkalolu aus den Dörfern, ihre ältesten männlichen Kinder in die Schulen zu schicken. So war die Mehrheit des ersten Korps von gebildeten Leuten aus dem Bezirk, Söhne von Alkalolu.
Im April 1952 organisierte er in Upper Saloum den ersten Viehmarkt in Gambia, auf dem eine große Anzahl von Tieren zu sehen war und Metzger aus allen Teilen des Landes anreisten, um Vieh zu kaufen. Er tat dies, um den Preisanstieg bei Vieh zu reduzieren durch senegalesische und mauretanische Händler und auch zur Reduzierung der überwucherten Herden im Distrikt und anderen Teilen des Landes. Er organisierte die Viehmesse bis zu seinem Tod weiter und seitdem ist sie eine jährliche nationale Veranstaltung. Um die Landwirtschaft in Upper Saloum zu fördern, startete er eine Kampagne zum Anbau von Zitruspflanzen im Distrikt und führte in der Region Benni (Sesam) ein. Das Rasthaus, das er in Njau für den Komfort der Traveling Commissioners baute, war das Beste in der Provinz, und im Report der Seyfolu von 1957 wurde dies berichtet.
Von 1947 bis 1954 saß er als einer der Vertreter der Seyfolu im Legislativrat (Legislative Council). Mama Tamba Jammeh und Karamo Sanneh waren die anderen Chefs des Legislativrats. Die Leistung von Ceesay beim Legislativrats war vorbildlich: Er setzte sich für bessere Erzeugerpreise für Erdnüsse ein und griff häufig die Profittaktiken der syrischen und libanesischen Händler im Protektorat an. Als die People’s Progressive Party (PPP) 1959 gegründet wurde, gehörten er und Jammeh zu den ersten Seyfolu, die die neue Partei unterstützten. Der Sohn von Ceesay, Omar, bewarb sich 1960 um den Sitz in Saloum auf der PPP-Liste. Doch es gab noch andere Gemeinsamkeiten, die die beiden berühmten Seyfolu Ceesay und Jammeh teilten: Beide Männer besuchten die Muhammedan School in Bathurst und ihre Lese- und Schreibkenntnisse ermöglichten es ihnen, zu planen und auszuführen kleine Infrastrukturentwicklungen wie Kaianlagen, Dämme und Straßen. Darüber hinaus spielten sie eine Schlüsselrolle in der Legislative zwischen 1947 und 1954 die Vertretung der Interessen der Protektoratsvölker in der gesetzgebenden Körperschaft. 1948 vertraten sie Gambia auf der British West Africa Chiefs’ Conference in London, die traditionellen Herrscher aus ganz Westafrika zusammenbrachte.
Ceesay starb im September 1961.

## Auszeichnungen und Ehrungen
- 1959 – Member of the Order of the British Empire (MBE, 1959 New Year Honours)[3]